# Fédération finlandaise de natation
La Fédération finlandaise de natation (en finnois : Suomen Uimaliitto) est la fédération nationale de natation de la Finlande, affiliée à la Fédération internationale de natation, dont elle est l'une des fédérations fondatrices. 

## Présentation
Son siège est à Helsinki. 
C'est l'organisme national gérant la natation sportive, le water-polo, la natation synchronisée, le plongeon et la natation en eau libre en Finlande. 
Elle est cofondatrice de la fédération internationale de natation, et membre de la  ligue européenne de natation et du comité olympique de Finlande.

## Membres de la fédération
La fédération regroupe 135 clubs de natation.